# Bangang-Fokam
Pour les articles homonymes, voir Bangang (homonymie).
Bangang-Fokam est un village de la commune de Bangangté de l'ouest Cameroun, en 'pays' Bamiléké.  

## Géographie
Situé dans le département du Ndé, le village est à 08 km de Bangangté, le territoire villageois s'étend sur 69 km2.

## Histoire
Les Bangang-Fokam sont originaires du Noun.

## Chefferie traditionnelle
Le village de Bangang-Fokam est le siège d'une des six chefferies traditionnelles de 2e degré de l'arrondissement de Bangangté reconnues par le ministère de l'administration du territoire et de la décentralisation :
- 725 : Chefferie Bangang-Fokam

L'actuel chef, Jules Roland Kouatchou, est né en 1993, et remplace son père Thomas LEOUE YETENDJE depuis le 12 janvier 2019.

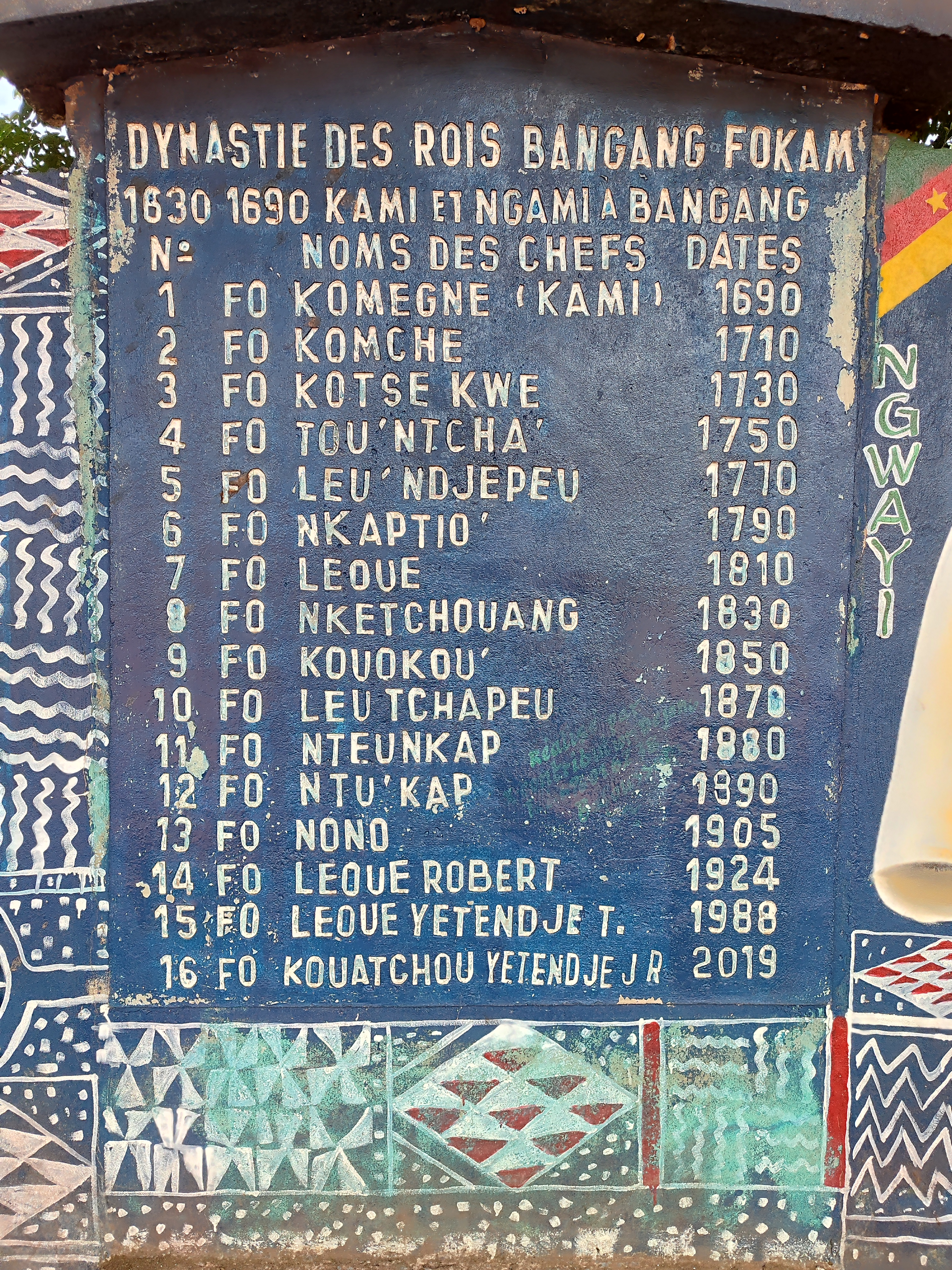
Ce fichier représente la liste des Rois Bangang-Fokam à l'Ouest Cameroun

| No | Identité                    | Période | Période | Durée | Étiquette |
| No | Identité                    | Début   | Fin     | Durée | Étiquette |
| -- | --------------------------- | ------- | ------- | ----- | --------- |
| 1  | Komegne (Kami) (d)          | 1690    |         |       |           |
| 2  | Komche (d)                  | 1710    |         |       |           |
| 3  | Kotse Kwe (d)               | 1730    |         |       |           |
| 4  | Tou’Ncha’ (d)               | 1750    |         |       |           |
| 5  | Leu’Ndjepeu (d)             | 1770    |         |       |           |
| 6  | Nkaptio’ (d)                | 1790    |         |       |           |
| 7  | Leoue (d)                   | 1810    |         |       |           |
| 8  | Nketchouang (d)             | 1830    |         |       |           |
| 9  | Kouokou’ (d)                | 1850    |         |       |           |
| 10 | Leu Tchapeau (d)            | 1870    |         |       |           |
| 11 | Nteunkap (d)                | 1880    |         |       |           |
| 12 | Ntu’Kap (d)                 | 1890    |         |       |           |
| 13 | Nono (d)                    | 1905    |         |       |           |
| 14 | Leoue Robert (d)            | 1924    |         |       |           |
| 15 | Leoue Yetendje T. (d)       | 1988    |         |       |           |
| 16 | Kouatchou Yetendje J.R. (d) | 2019    |         |       |           |

## Population
Sa population d'environ 7 000 habitants.

## Économie
C'est un village essentiellement agricole.